# Jaskinia Siedmiu Śpiących
Jaskinia Siedmiu Śpiących – nekropolia z czasów bizantyjskich, położona nieopodal ruin starożytnego miasta Efez. Wiąże się z nią legenda z czasów wczesnego chrześcijaństwa, gdy była to religia nieuznawana przez rzymskie władze, a jej wyznawcy poddawani byli represjom.

## Legenda
Cesarz Decjusz, słynący z prześladowania chrześcijan, przybywszy do Efezu nakazał zburzyć ich świątynie i rozkazał wszystkim mieszkańcom oddać cześć rzymskim bogom. Siedmiu młodzieńców: Maksymian, Malchus, Martynian, Dionizy, Jan, Serapion i Konstanty, nie chcąc sprzeniewierzyć się swojej wierze, ukryło się w jaskini nieopodal miasta. Rzymscy żołnierze znaleźli ich kryjówkę i zamurowali do niej wejście, myśląc, iż skazują zbiegów na śmierć głodową. Tak się nie jednak nie stało, gdyż młodzieńcy zapadli w trwający 200 lat sen. Gdy minął czas prześladowań, a chrześcijaństwo stało się dominująca religią, przebudzili się. Nie wiedząc o zmianach, jakie zaszły, udali się do Efezu, aby kupić żywność. Tam okazało się, że monety, którymi dysponują, wyszły już z obiegu. Wówczas, zdziwieni, spytali się ludzi o Decjusza. Okazało się, że nie jest on już cesarzem, co więcej zmarł przed wiekami. Gdy upewnili się, że to prawda, opowiedzieli swoją historię. Wieść o cudzie rozeszła się bardzo szybko.

## Dziś
Jaskinia w czasach bizantyjskich była miejscem licznych pielgrzymek. Nie zmieniło się to gdy ziemie te dostały się pod panowanie tureckie. Legenda zyskała nawet na popularności, gdyż miejscowi chrześcijanie żyjący pod panowaniem islamu dostrzegali podobieństwo swojej sytuacji do tej, w jakiej znajdowało się siedmiu młodzieńców. Dziś, z powodu małej liczby chrześcijan w Turcji, jaskinia nie jest już miejscem dużych pielgrzymek, stanowi jednak atrakcję turystyczną i odwiedza ją część turystów zwiedzających ruiny Efezu.